# Radio 2 Vlaams-Brabant

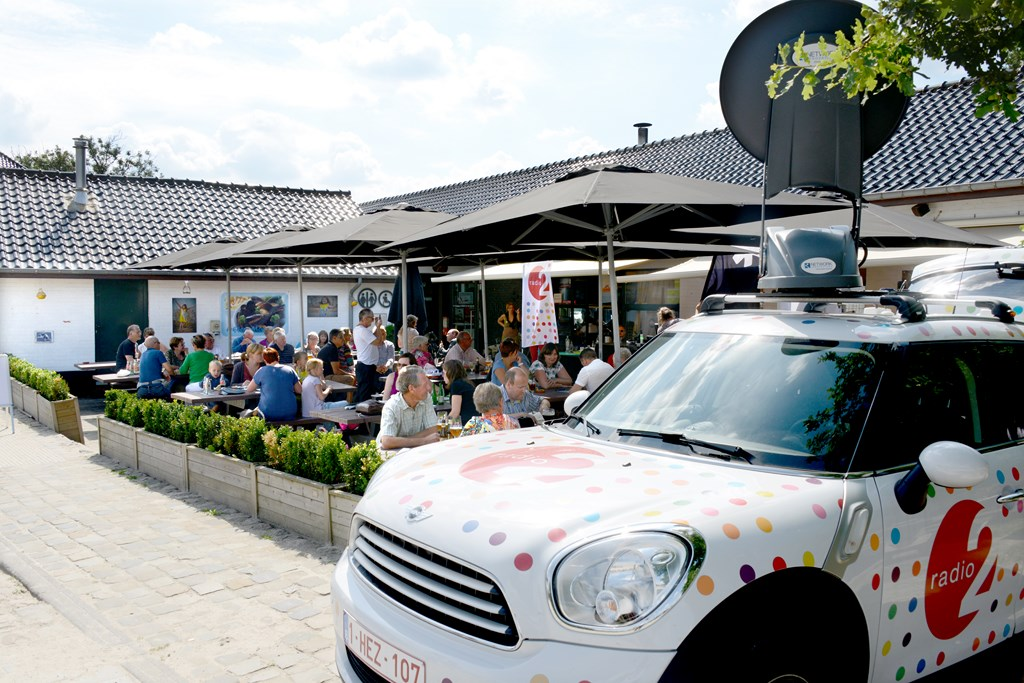
Locatie Het Vinne Zoutleeuw

Radio 2 Vlaams-Brabant, voorheen BRT2 Omroep Brabant, is de Vlaams-Brabantse regionale omroep van de Vlaamse radiozender Radio 2, een zender van de openbare omroep VRT. De omroep is gevestigd in het Radiohuis in Leuven.

## Geschiedenis
Omroep Brabant startte in 1967 als vijfde regionale omroep van de BRT en vestigde zich in het Flageygebouw in Elsene. Halverwege de jaren 70 verhuisde de BRT grotendeels naar het nieuwe omroepcentrum van de Reyerslaan, maar Omroep Brabant bleef in het Flageygebouw. In 1976 werd Guido Cassiman nethoofd van Omroep Brabant.
Toen halverwege de jaren 90 restauratiewerken werden uitgevoerd aan het Flageygebouw verhuisde de inmiddels Radio 2 Vlaams-Brabant geheten omroep naar het Amerikaans Theater. Guido Cassiman werd in 1997 opgevolgd als nethoofd door Jan Stevens, tot 2002, toen hij nethoofd werd bij Radio 2 Limburg. Hij werd er opgevolgd door Annemie Van Winckel, die overkwam van Radio 1.
In 2012 trok de VRT definitief weg uit het Amerikaans Theater, en daarmee ook Radio 2 Vlaams-Brabant. De omroep bevindt zich nu in het nieuwe Radiohuis in Leuven. Fien Reekmans was programmaverantwoordelijke tot en met 2018, Luc van Bakel is de huidige programmaverantwoordelijke.

## Medewerkers
- Presentatoren: Jeroen Guns, Sonny Vanderheyden, Harald Scheerlinck, Lennart Segers en Jana Smeets
- Nieuwslezers: Bart DeCoster, Thomas Van den Hoof, Lennart Segers, Yasmina El Messaoudi, Kirsten Simons en Harald Scheerlinck
- Redactie: Kristel Smout, Jeroen Tuytten, Willy Vanthienen, Dirk Vlaeyen.
- Weerman: Eric Goyvaerts en Hugo Mathues